# Anvia
Anvia Abp, förr Vasa Läns Telefon (VLT) (fi: Vaasan Läänin Puhelin (VLP)) är den dominerande telefonoperatören i före detta Vasa län (numera en del av Västra Finlands län). Man agerar inom branscherna telefoni, bredband och TV, som distribueras över det egenägda telenätet i regionen (telefoni och bredband) och kabeltevenätet (tv).
Anvia ICT-affärsverksamheten erbjuder omfattande tjänster inom datakommunikation och it till såväl konsumenter som företag. Dessutom är Anvia ledande producent av nätförbindelser i Österbotten och bolaget erbjuder förbindelser även till andra operatörer.

## Anvia Företagstjänster
Anvia Företagstjänster erbjuder omfattande ICT-tjänster till företag och organisationer, vilket innebär att kunden från en och samma leverantör får alla tjänster inom informationsteknologi och kommunikation och dessutom apparatur. Detta är möjligt tack vare den mångsidiga kompetens och det mångsidiga tjänsteutbud som finns i bolaget.
I tjänsteutbudet ingår såväl datakommunikationsförbindelser, kommunikationslösningar, system och utrustning som underhåll, support och användarskolning. Helheten kompletteras av programvarulösningar bl.a. för hantering av kundrelationer och för Business Intelligence. En avsevärd del av utbudet levereras i form av molntjänster som är lätta att skaffa och använda.
Anvia Företagstjänster har verksamhetsställen i Helsingfors, Tammerfors, Åbo, Seinäjoki, Vasa och Karleby. Kundkretsen är varierande, från sm-företag till de största företagen och offentliga organen i Finland.

## Anvia Konsumenttjänster
Av de tjänster som Anvia Konsumenttjänster erbjuder är bredband, tv-tjänster och telefoni de viktigaste. Via dem Anvia närvarande i nästan alla österbottniska hem.  Olika tjänster i anknytning till trivsel har en allt viktigare roll, såsom inspelningstjänster för tv-program och beställfilmer, samt tjänster som främjar trygghet i hem och säkerställd information.
Anvia har i sina butiker i Vasa, Karleby och Seinäjoki ett digert utbud av bland annat datorer, tv-apparater, digitalboxar, mobiltelefoner samt kringutrustning.

## Anvia Nät
Anvia Nät är ledande nätoperatör i Österbotten och möjliggör kvalitativa datakommunikationsförbindelser för företag, konsumenter och andra operatörer i Österbotten.
Anvias alla stamnät till tätorter och byar är redan byggda med fiber och under de följande 10 åren har Anvia som mål att bygga fibernät i hela sitt verksamhetsområde. Detta innebär investeringar på tiotals miljoner euro och att kunderna får hisnande möjligheter att nyttja nätet ännu mer mångsidigt.
Anvia producerar även bl.a. tjänster för nätövervakning, drift och hjälpcentral till andra operatörer.

## Tekniska tjänster
Anvias tjänster levereras till kunderna av bolagets egna montörer, som utöver gedigna kunskaper om produkterna och stark kompetens har bra lokalkännedom och ett kundorienterat arbetssätt. Anvias Tekniska tjänster täcker hela processen från kartläggningen till själva installationen och påföljande underhållstjänster.
Tekniska tjänster sysselsätter nationellt 260 experter och huvudsyftet är att producera en så täckande och positiv kundupplevelse som möjligt, kostnadseffektivitet icke att förglömma.

## Administration
Vid förvaltningen av Anvia-koncernen följs lagstiftningen i Finland, i synnerhet aktiebolagslagen, värdepappersmarknadslagen och bokföringslagen samt bolagsordningen i bolaget.
Anvias högsta beslutande organ är bolagsstämman som samlas minst en gång varje år. Bolagsstämman väljer 30 ledamöter till förvaltningsrådet så att varje år väljs en tredjedel för tre år. Till styrelsen som förvaltningsrådet väljer hör åtta ledamöter.

## Tjänsteutbud
- Telefoni (traditionell PSTN samt IP-telefoni).
- Bredband (via ADSL, kabel och fiber). Hastigheter på upp till 24 megabit nedströms erbjuds via ADSL, såväl inom Vasa stad som i de mer glesbebygda områdena i till exempel Korsholms kommun. På vissa områden går det även att få 100 megabit nedströms antingen via kabel eller fibernätet.
- TV (dels som IPTV över bredbandsanslutningarna, dels som traditionellt digitalt kabeltevenät). Samtliga finländska standardkanaler ingår i grundavgiften för kabel-TV-nätet, och svenska TV-kanaler samt finländska och svenska betal-TV-kanaler (Viasat och Canal+) erbjuds mot tilläggsavgifter. Även HDTV erbjuds.